# Mohamed Rouicha

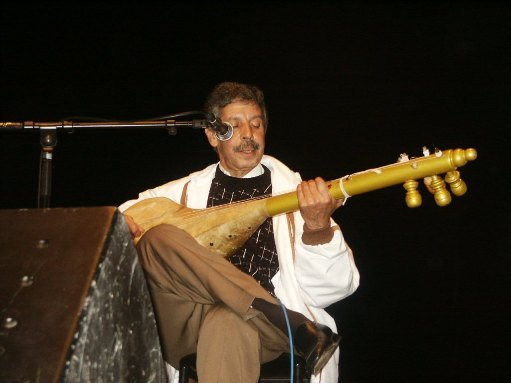
Mohamed Rouicha mit seiner Loutar

Mohamed Rouicha (arabisch محمد رويشة, DMG Muḥammad Ruwayša, Zentralatlas-Tamazight ⵎⵓⵃⴰⵎⵎⴷ ⵔⵡⵉⵛⴰ Muḥammed Rwica; * 1. Januar 1950 in Khenifra; † 17. Januar 2012 in Khénifra) war ein marokkanischer Komponist, Musiker und Sänger.

## Biographie
Von berberischer Abstammung und aus bescheidenen Verhältnissen stammend, verließ Mohamed Rouicha – wie zu der Zeit üblich – bereits mit elf Jahren die Schule. Im Alter von 14 Jahren begann er auf der loutar zu spielen; noch im selben Jahr brachte der marokkanische Rundfunksender RTV eine Schallplatte heraus, bei der er mitwirkte. In den Folgejahren spielte er überwiegend auf Hochzeiten und Festveranstaltungen und sang meist traditionelle Chansons aus dem Zentralatlas-Tamazight-sprachlichen Repertoire der Berbermusikanten. Später komponierte er viele eigene Lieder und schrieb Texte (auch in arabischer Sprache) über allgemeine Themen wie Liebe, Natur, Leben, Leid und Tod, aber auch über soziale Ungerechtigkeit. Seine eigentliche Karriere begann erst mit seiner zweiten Plattenveröffentlichung im Jahr 1979. Er trat meist zusammen mit zwei oder drei Rahmentrommel- oder tar-Spielern sowie mit drei oder vier Begleitsängerinnen auf; seine Stücke beinhalten jedoch auch häufig improvisierte Soloteile – vor allem im Intro (taqsim).
Mohamed Rouicha starb im Januar 2012 nach Herzproblemen, die auf seinen starken Zigarettenkonsum zurückgeführt werden. Sein bekanntestes Lied war und ist Inass, Inass (deutsch: „Sag ihm, sag ihm… was soll ich mit diesem Leben anfangen…“), das er bei seinen Auftritten immer wieder spielte.

## Loutar
Sein bevorzugtes Instrument war die loutar (oder luthar), eine ursprünglich zwei, heute jedoch meist drei- oder viersaitige Abwandlung der schwarzafrikanischen gimbri bzw. der arabischen oud, die bei den Musikern in den von Berbern bewohnten Regionen Marokkos weit verbreitet ist. Der Korpus dieses Saiteninstruments ist aus einem Stück Holz gefertigt und mit einem – manchmal ungegerbten – Ziegenfell überzogen, so dass darauf auch getrommelt werden kann. Die loutar erzeugt im Vergleich zur Gitarre oder Laute eher raue und harte Klänge, die typisch für die insgesamt eher rhythmusbetonte Berbermusik sind.